# ドロシー・デイ
ドロシー・デイ（Servant of God Dorothy Day, Obl.S.B.、1897年11月8日 - 1980年11月29日）は、アメリカ合衆国の社会活動家。ニューヨーク、ブルックリンの生まれ。
若年期は中でもラディカルな共産主義の信奉者だったが、のちにキリスト教社会主義に立場を変え、カトリック労働者運動の創立者となった。熱心な女性の権利拡張主義者にして、平和主義者として彼女は、たびたび逮捕、拘置所に収容された経験を持つ。最後に刑務所に収容されたのは、1973年彼女が76歳のときであった。このときは、彼女はシーザー・ジャベス (Cesar Chavez) とカリフォルニア農場労働者連合（United Farm Workers of California）を支援するため、違法ストライキに敢えて参加したためであった。彼女は存命中に聖別されている。彼女の自伝『風に逆らって』の中で、彼女はドロシー・ゼーレに一章を捧げている。

## 生涯

### 幼年期
ドロシーは1897年11月8日、ニューヨーク市ブルックリン区のブルックリン・ハイツで生まれた。ある伝記作家は、ドロシーの家族を「確かで信頼できて、国を愛した中堅クラスの家庭」と描いている。ドロシーの父親ジョン・デイは伝統あるテネシー生まれのアイルランド系アメリカ人で、母親のグレイス・サタリーはニューヨーク北部の生まれで、イギリス系である。ドロシーの両親はグリニッジ・ヴィレッジにあるエピスコパル教会で結婚式を挙げた。ドロシーには3人の兄弟と姉妹が１人いた。1904年にドロシーの父親は競馬専門のスポーツ記者としてサンフランシスコの新聞社に就職した。1906年、サンフランシスコの大地震で、父親が務める新聞社の社屋が崩壊し、父親はその職を失った。ドロシーの家族はその時までカリフォルニア州オークランドに住んでいた。この時の地震で荒廃した状況下で、自然と反応して出てきたのは、危機的な時を迎えた時における隣人への自己犠牲だった。このおかげでドロシーは個人行動とキリスト教コミュニティから教訓を得た。ドロシーの一家はその後シカゴに移り住んだ。
ドロシーの両親は滅多に教会に行かない名ばかりのキリスト教徒だった。ドロシーは小さな子供の頃に際立って信心深い様子を見せ、聖書を頻繁に読んでいた。ドロシーが10歳の時にはエピスコパル教会に通い始め、その教会の牧師は母親を説得して、ドロシーの兄弟たちも教会に通わせるようにした。ドロシーは教会の祈祷文と音楽に魅了されていた。ドロシーはその教会でカテキズムと洗礼堅信について学んだ。
10代のドロシーは熱心な読書家で特に アプトン・シンクレアの「ジャングル」を好んだ。 ジャック・ロンドンが書き記した「マーチン・エデン」のハーバート・スペンサーについて注目すると、次いで、スペンサーからダーウィンとハックスレイまでと、次から次へと熱心に本を読んだ。ドロシーは無政府主義と極貧をピョートル・クロポトキンから学んだ。この人物はダーウィンの生存のための競争とは対照的に、協力しあうことを信じるよう奨励した。ドロシーは大学に進んだ後はロシア文学、特にドストエフスキー、 トルストイそして ゴーリキーを読み親しんだ。ドロシーは社会的問題意識に関する著作を数多く読み、このことが後の彼女のバックグラウンドとなり、社会運動を支え、関与していくこととなる。
1914年にドロシーはイリノイ州、アーバナ・シャンペーンにあるイリノイ大学に進んだ。奨学金の給付を受けることとなったのだが、それは彼女としては気が進まなかった。ドロシーの読書傾向は、主にキリスト教の過激な社会主義の方面にあった。ドロシーがこのころに読んでいたものは、主にキリスト教系で革命的社会主義の方向性を持っていた。ドロシーは大学での付き合いを避け、衣服や履物をディスカウント店で買うなど、父親に金銭面で頼るよりむしろ、自分で何とかしようとした。ドロシーは大学を2年で離れ、ニューヨーク市へ移り住んだ。

### 社会運動
ドロシーは、ニューヨーク市マンハッタン区のロウアー・イースト・サイドに落ち着き、いくつかの社会主義系出版社で勤務した。その中には「ザ・リバレイター」（The Liberator：解放者）「ザ・マサズ」（The Masses：一般大衆）、そして「ザ・コール」(The Call：呼ぶ声)がある。ドロシーは「微笑みながら、辛抱する社会主義者たちに、自分が”階級闘争の中においてさえも平和主義者”だと説明した。」と語っている。数年後、ドロシーは自分がいかに別な方向へ引っ張って行かれたかを言い描いている。「私が社会主義、世界産業労働組合のサンディカリスムに忠義をたてようか、それともアナーキズムにしようか、心が揺らいでいたのは、私がたった18歳の時だった。私がトルストイを読んでいた時、私はアナーキストだった。でも私は”ザ・コール”に忠誠心を持っていたので、社会主義者でいられた。左寄りだったにもかかわらず、私はアメリカ愛国主義者だったので、世界産業労働組合に傾斜していった。」。ドロシーは1917年にロシアで2月革命が起こり、君主制が打倒され、改革派政府が樹立した時、これらを称賛した。その年の11月、ドロシーは女性の選挙権運動のため、ホワイト・ハウスの前でピケを貼っていた時に逮捕された。この運動はアリス・ポール(Alice Paul)とナショナル・ウーメンズ・パーティ(National Women's Party:全国女性党)によって組織された「サイレント・センチネル」(Silent Sentinels：無言の歩哨)と呼ばれるキャンペーンによるものである。裁判の判決により30日の投獄、釈放前に15日間の労役を言い渡され、10日間はハンガー・ストライキを行った。
ドロシーはグリニッチ・ヴィレッジで数ヶ月間を過ごし、そこでユージン・オニールと親しくなった。ドロシーは後に、自分の中に宗教的な感覚が生まれて増大して行くのと共に、彼を信頼するようになった。ドロシーはマイク・ゴールドと数年間、恋愛関係にあった。マイクは過激な記者で、後に著名な共産主義者となった。ドロシーは、アンナ・ルイーズ・ストロングや、アメリカ合衆国共産党の長となったエリザベス・ガーリー・フリンのようなアメリカの共産主義者たちと友好関係を維持していた。
最初の数日間、ドロシーはボヘミアニズム的な生活を過ごしていた。1920年か1921年にライオネル・モイス(Lionel Moise)との不幸な恋愛関係が破綻し、妊娠中絶をしたちょうどその後に、ドロシーはバークレイ・トビー(Berkely Tobey)と結婚した。挙式は宗教的な儀式を伴わない民事婚だった。ドロシーはヨーロッパで彼と共に1年間を過ごした。それは政治から離れ、芸術や文化に焦点を当て、準自伝的小説「ジ・エリザベス・バージン」(1924年)を執筆していた。この小説はモイスとの情愛をベースにしたものだった。その中の「結び」でドロシーは自身が経験した女性の地位について書き描こうと試みている。ドロシーはこれについて「私は自由で開放された若い女性だった。そして、少しもそうじゃないことが分かった。自由とは、ただの現代風な衣装、私たち女性が好きな男性を捕まえる時に好んで使う新しい罠に過ぎない。」と言っている。ドロシーは後にこの本を「とてもひどい本」と呼んだ。ドロシーは、この小説の映画化版権を売却して得た2,500ドルでニューヨークのスタテン島の海岸にあるコッテージを買い、そこを小説を書くための隠れ家とした。ドロシーはすぐにフォスター・ベッテルハイム(Forster Batterham) という新しい恋人を見つけた。この人物は活動家で伝記作家であり、週末にはドロシーと共にその隠れ家で会っていた。ドロシーはその隠れ家に1925年から1929年まで滞在し、友人たちと楽しく過ごしたり、恋愛関係を楽しんだりした。この恋愛関係は、ドロシーが、母性と宗教に情熱を向けた時に失われた。
ドロシーは後に妊娠中絶を経験した時に自分自身は子供が産めなくなったと思っていた。しかし、1925年の半ばに妊娠していることがわかり、元気づいた。この間、ベッテルハイムは父親になることを怖がっていた。ドロシーは数か月間、ベッテルハイムと別れてフロリダ州にいる母親のもとに滞在した。この時にドロシーはカトリックの教義について徹底的に調べていた。ドロシーがニューヨークのスタテン島に戻ってきた時、ベッテルハイムはドロシーの信仰が増していること、ミサへの出席、理解できないような宗教の読みもの、などに気が付いた。1926年3月4日にドロシーとベッテルハイムの間に娘タマル・テレサ(Tamar Teresa)が生まれた。そのすぐ後にドロシーはニューヨーク愛徳修道女会（Sisters of Charity of New York:S.C.）の修道女、シスター・ アロイシアと出会った。そしてこのシスターの助けでカトリック教会の信仰を自ら勉強して学び、1927年にはまだ赤子の娘に洗礼を受けさせた。ベッテルハイムはこの洗礼式の出席を断り、彼にとってドロシーとの関係は次第に耐えられないものとなった。ドロシーは教会で結婚式を挙げたかったのだが、ベッテルハイムは組織だった宗教、とりわけカトリックに対して反感を持っていた。その年の12月遅くにドロシーとベッテルハイムは喧嘩し、その後ドロシーはベッテルハイムが彼女の元に戻ることを許さなかった。ドロシーは、その12月28日にシスター・アロイシアを代母としてカトリック教会の洗礼を受けた。
1929年の夏、ドロシーはベッテルハイムとの関係を終わらせ、パテ映画会社で脚本を書く仕事を得て、娘のタマルと共にロスアンゼルスに移り住んだ。そのほんの数ヵ月後に1929年の株価大暴落が起き、その後ドロシーの契約は更新されなかった。ドロシーは、メキシコ州での滞在を経て、娘を連れてフロリダを訪れたりし、ニューヨークに戻った。ドロシーは生活のためにジャーナリストとなって、地方紙の「スタテン・アイランド・アドバンス」(Staten Island Advance)で園芸のコラムを書き、また、「コモンウィール」（Commonweal）のようないくつかのカトリック系出版社で特集記事やブックレビューを書いた。
ドロシーが社会主義とカトリック思想において、より大きな役割を担おうと決心したのは、首都ワシントンの「コモンウィール」から来た仕事の一つをしている間であった。1932年、首都ワシントンでハンガー・ストライキが行われていた間、行進している人々を見ている自分が誇りに満ちていることに気付いた。しかしドロシーはそのことを話に出すことはできなかった。ドロシーは 自伝の中で次のように書いている。「良心が目覚めた時、私は書くことができた。抗議することができた。しかし、男性と女性の一団が共に集まる中で、何処にカトリックのリーダーシップはあるのだろうか。労働者たちに届く慈悲の働きは同胞たちが自分たちの手法の一部としたもの。」。後にドロシーは首都ワシントンの北東にある無原罪の御宿り大聖堂を訪れ、自分に与えられた資質や才能を労働者や貧しい人々のためにどのように使えばよいかを見出すために祈りを捧げた。

### カトリック労働者運動

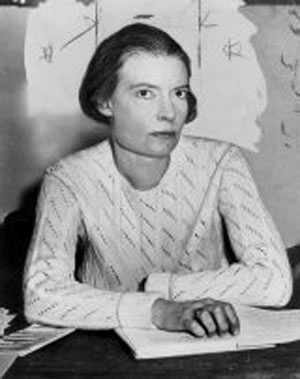
Day in 1934

ドロシーは1932年にピーター・モーリン(Peter Maurin)に出会った。この人物は、ドロシーが間違いないと確信していた運動の創立者として、常日頃から称賛していた人物であった。モーリンはフランスからの移民で、ちょっとした放浪者でもあり、母国のフランスでラ・サール会によって建てられた学校に入っていた。移住する以前、当初にモーリンはフランスからカナダに渡り、その後にアメリカ合衆国に移民してきた。きちんとした教育を受ける機会がなかったにもかかわらず、モーリンは深い教養と深く力強い視点の持ち主だった。彼は社会的判断と貧しい人々との関係に係る洞察力を持っていた。これは部分的にアシジの聖フランシスコから示俊を受けたものであった。彼は貧しい人々自身による考えと、その後の行動を共有することを土台とした行動についての洞察力も持っていた。モーリンはキリスト教の教父によって書かれた書物、及び教皇レオ13世とその後継者たちによって出された社会問題に係る教皇文書について、深い造詣を持っていた。モーリンはドロシーにカトリック理論の基礎を伝授した。社会的行動をする上で、この理論が必要だと2人とも必要性を感じているからであった。数年後、ドロシーはモーリンが ピョートル・クロポトキンの著作の抜粋を使っていかにドロシーの知識を広げていったか、を描いている。ドロシーはこのように書いている。「特に私が注目したのは”田園・工場そして仕事場(Fields,Factories,and Workship)”だった。」「私はクロポトキンに親しみを感じていた。それは彼の著作”革命家の記憶”(Memoirs of a Revolutionist)を通じてのみだった。この作品は元々”アトランティック・マンスリー”(Atlantic Monthly)に連載されていたものだったの。」。また、「ああ、アメリカの自由の日は遠い。カール・マルクスが”トリビューン”（Tribune）を書くことができるのに、ニューヨークでは、クロポトキンを”アトランティック”に発表することすらできない。でも、ニュー・イングランドのユニテリアンの家や、シカゴにあるジェーン・アダムスのハル・ハウスにはゲストとして受け入れられるわ。」。モーリンによってドロシーが興味を引いたフランスのモデルと文学はとても興味深いものである。
カトリック労働者運動がスタートしたのは、「カトリック・ワーカー」紙（Catholic Worker）の初版が1933年5月1日に１セントの価格で刊行された時だった。同紙はそれ以来、継続的に刊行されている。「カトリック・ワーカー」紙は大恐慌のどん底で最も苦しんでいる「未来に希望がないと考えている人々」に狙いをつけ、その人々に「カトリック教会は社会的プログラムを有している。人々の中に神はおられ、人々の霊性のみならず、その福祉のためにも具体的な働きをしておられる。」と呼びかけた。宣伝をせず、スタッフに賃金を払わなかったが、同誌は人々に受け入れられた。創刊号の発行費の一部には「カトリック・ワーカー・ハウス」を命名したシスター・ピーター・クレバー(Sister Peter Claver)による１ドルの寄付が含まれていた。
当時の新聞と同様に、何かを主唱し鼓吹するタイプのジャーナリズムは、弁解せず、怖気づかないものであったが、ドロシーがカトリック・ワーカー紙に書き続けた記事は、その見本のようなものであった。ストライキの報道、労働条件の調査、特に女性や黒人に焦点を当て、ローマ教皇の社会問題に対する教えを詳細に記事にした。記事はパルチザンの視点であり、文章はその読者にその地元で行動することを奮起させる構成で、その例として挙げられるのが、クリーニング店労働者組合が推薦するクリーニング店を推奨したものなどである。 連邦児童労働者法への支持はその記事が出た当初からアメリカの教会の聖職団と意見の食い違いを見せたが、ドロシーは教会聖職団によるモーリンに対するいくつかの非難を調べ、それらの新聞記事を集め、1935年にはローマ教皇ピウス11世へそれらを送ろうとした。
この新聞の購読部数やイデオロギーにおけるな競争相手は、共産党の「ディリー・ワーカー」紙(Daily Worker)であった。ドロシーは同紙の無神論、「階層への憎悪」への鼓吹、暴力による革命、私有財産への反対について対立の立場を取った。「カトリック・ワーカー」紙の最初の記事は、「過激になること、無神論者でなくなることは不可能ですか？」という問いかけで、共産主義者たちへの挑戦の意味で、メーデーにカトリック・ワーカー紙をマンハッタンのユニオン・スクウェアで配布し、それを祝う記事を出した。ドロシーは、共産主義者が嘲笑った市民保全部隊のような政府の施策を弁護する記事を書いた。 ディリー・ワーカー紙は これに対し、カトリック・ワーカー紙の慈善事業や、同紙が立ち退きに対して、間違いだと発言した時、地主たちに同情を表明したことなどを嘲笑う記事を出した。この論争において、教会の聖職者団がドロシーの運動を後援し、カトリック系の雑誌で広い視野に立つ「コモンウィール」誌は、ドロシーのバックグラウンドが、彼女に対し、その与えられた使命をよりよく行うための位置を定めているのだと記事に書いている。「共産主義者のプロパガンダやその主張にそれほど完璧に精通している世俗の人間などこの国にはいない。」。
十数年間、カトリック・ワーカー紙は多彩な作家や編集者の記事によって読者を魅了した。それはミッシェル・ハリントン(Michael Harrington)、アモン・ヘネシー(Ammon Hennacy) 、トマス・マートン、そしてダニエル・ベリガン(Daniel Berrigan) といった顔ぶれである。出版事業から出てきた「もてなしの家」(house of hospitality)は、ニューヨーク市のロウアー・イースト・サイドに住む貧しい人々に食べ物や衣服を供給する福祉施設で、それから、共同生活をする一連の農場となった。この運動はアメリカ合衆国・カナダそしてイギリスの各都市に広まった。カトリック・ワーカー紙と関連のある独立共同体が1941年までに、30団体以上設立された。
1935年にカトリック・ワーカー紙が掲載し始めた記事内容は、厳しくて妥協しない平和主義的な位置を明瞭に表現し、伝統的なカトリックの正戦論と決別する内容のものだった。その翌年、ドロシーは、スペイン内乱で戦う2つの勢力・お互いに戦争状態にある「カトリック」と「労働者」にそれぞれ忠義心を持ち始めていた。教会は、縞模様をつけた過激派と戦うフランシスコ・フランコと同盟していた。カトリックの聖職団は、共和党勢力と相反するフランコを支持したが、ドロシーはこれに追従することを拒否した。それは、無神論、霊的な反教権主義であり、無政府主義者と、共産主義者に導かれたものだった。ドロシーはスペインで司祭たちや、修道女たちが殉教したことを知らせ、より多くの殉教が必要とされているため、自分たちが生きているこの時代に革命が起こることを期待していると記している。

私たちは、今、殉教の準備をしなければならない。こう言わなければ、私たちはずっと、それに備えることはしないだろう。もし、私たちが攻撃されたとして、それにすぐ反撃せず、人間的に対応していく行動を、私たちのうちだれが取れるだろうか。自分に攻撃を向ける兄弟を愛するなんてことができるだろうか。全てのカトリック労働者のうち、どんな手段でも、本能的に自己防衛をしない人は何人いるだろうか。私たちは準備しなくてはならい。今すぐ備えなくてはいけない。心の軍事力放棄があらねばならない。 
カトリック・ワーカー紙の発行部数は落ち込んだ。カトリック教会、カトリック関連の学校、施設など、その配布先だったところが
支持を取り下げたためである。発行部数は150,000部から30,000部まで下がった。
1938年、ドロシーは、「ユニオン・スクウェアからローマへ」（From Union Square to Rome）を出版し、その中で、自分の政治的な行動主義が、宗教的に動機づけされた行動主義へ変化したことを報告する内容を書いた。ドロシーは自分の人生伝の中からいくつか選び語った。自分の若い頃、人生があまり感傷的ではなく卑劣だった時、重大な罪を犯したことについては、詳細を避けたものだった。ドロシーは自分に「何でカトリックになったの？」と聞いてきた共産主義者の親戚たちと友人たちへ、その答えとして、この本を渡した。
私がこの本で引き出したかったものは、私をキリストの足元まで導いた出来事を継承すること、私がキリストと宗教を必要と感じた幾年間、キリストを垣間見たことである。私は、いつも自分の心にあると信ずる信仰を自分が受け取るようになったその足取り、これらを辿っていこうと思う。

ニューヨーク大司教区にある枢機卿図書委員会（The Cardinal's Literature Committee of the New York Archdiocese）は、この本をカトリック信徒に推薦した。

### 積極行動主義
1940年代の当初に、ドロシーはベネディクト会に世俗会員として入会し、1955年には、同会の聖プロコピウス大修道院(St. Procopius Abbey) のオブレートであることを公表した。ベネディクト会のオブレートであることにより、ドロシーは、霊的な修練やその後の人生を通じて彼女を支えていく繋がりを得ることになる。ドロシーはしばらくの間、イエスのカリタス同胞会という修道会(Fraternity of Jesus Caritas)の修道女を志願してその見習い（ポストランド）だった。これは、 シャルル・ド・フーコーなどで奮起したものであった。
しかし、ドロシーはその修道会で歓迎されていないことを感じ、そしてその集会に失望した。ドロシーが修道会の入会を辞退した時に友達への手紙で次のように書いている。「私が貴方に知らせたいことは、私が、この修道会をより親密であるとすら感じていることです。でも修練者であることや、正規に修道会の一員となることを認識するのは私にとって不可能なことなのです。」。
ドロシーは、1941年にアメリカ合衆国が宣戦布告をした時に、自分が平和主義者であることを再度断言し、自分が戦争に協力しないとした。1941年12月8日のスピーチの中で、ドロシーは次のように話している。
「私たちは始めなければならない。施策の道具として戦争を行うことを放棄しなければならない。あなたたちにこうして話しかけている時にすら、人々が言うところの反逆罪を犯しているのかもしれない。しかし、私たちは戦争を拒絶しなければならないのです。若い男性たちは武器を手に取ることを拒絶すべきだし、若い女性たちは愛国ポスターを見た時に涙すべきなのです。そしてあなた方すべて、老いも若きも、自分たちが持っている旗を降ろしなさい。」。1942年１月の 「カトリック・ワーカー」紙に論評として「キリスト教平和主義者としての立場を貫く」と題し、次のように書いた。
我々は今だ持って平和主義者である。我々のマニフェストは 山上の垂訓である。これは、次の事柄を意味する。私たちが平和を作っていくものであろうと試みること、私たちの多くの良心的な兵役拒否者たちに呼びかけ、軍隊や軍用品の製造に加わらないこと、戦費を賄うための国債を購入しないこと、これらの努力をしようと他の人たちに呼びかけること、である。しかし、我々は口やかましく荒探しをするような批判はしない。我々はこの国を愛し、我々の大統領を愛する。我々の国家は世界中でたった一つ、人々を抑圧から解放した国である。しかし我々は同時に、次のような定めもはっきり感じている。それは、平和への愛、自分の兄弟たちへの愛の側に立つ努力する定め、自分たちの信念に従って生活し、その上でアメリカ人としての枠から外れ、処刑される定めである。
「カトリック・ワーカー」紙の発行部数は、スペイン内戦中に落ち込んだが、75,000部まで上がってきた。しかしこの時期に再度落ち込みを見せた。アメリカ合衆国の国内では、多くのカトリック労働運動の拠点が閉鎖した。これはスタッフたちが戦争に加担する側につくため離れていったからである。さらに、ドロシーの平和主義を訴えることは、カトリック・ワーカーの関係する施設でさえ制限されるようになった。
1949年1月13日、カトリック教会・ニューヨーク大司教区が管理する墓地で、労働者組合がストライキを行った。数週間後、フランシス・スペルマン枢機卿は、このストライキを中止させるために、地元のメリノール宣教会神学校の在俗会員たちや、自分の管理下にある大司教区神学生たちを使い、この墓地で彼らに墓掘りをさせた。枢機卿はこの組合運動を「共産主義者に感化されたもの」と呼んだ。「カトリック・ワーカー」関係の労働者たちも、このストライキでピケを張っており、ドロシーは枢機卿が労働者たちと彼らの要求、団結により自分たちの権利・人間としての尊厳を守ることを「誤解して」いると手紙で伝えた。彼女は、賃金についての論争を、何よりもはるかに重要であると考えた。ドロシーは、論争を解決するための第一歩を踏み出してほしい、と枢機卿に乞うた。「彼らのところへ行き、彼らを宥めて下さい。偉大なるものは、貧しいものより簡単に、白旗を挙げることができます。」。枢機卿は素早く対処し、この組合の構成員たちが大司教区独自の申し出である週48時間・6日間労働を受け入れ、このストライキは3月11日に終わった。ドロシーは4月付の「カトリック・ワーカー」紙に次のように書いた。「枢機卿は、無分別に、貧しい労働者の組合に対し、圧倒的な力の誇示を行った。全ての争いの中で最も恐ろしい悪魔の誘惑、聖職者と一般人の間の戦いがここにある。」。数年後、ドロシーは枢機卿と相対する立場を取ったことを次のように説明している。「枢機卿は私たちの司祭や聴罪司祭の長です。ニューヨークに住む私たち全ての霊的指導者です。しかし、主権者ではありません。」。1951年3月3日、ニューヨーク大司教区はドロシーに出版をやめるか、またはドロシーの出版するものから「カトリック」の語を取り去るように勧告した。ドロシーは丁重な手紙を書き、その中で「カトリック退役軍人会」(the Catholic War Veterans)が、ニューヨーク大司教区から独立したその名前とその会独自の主張意見を持っているのと同様に、自分も「カトリック・ワーカー」紙を発行する権利を主張した。これに対し、大司教区はアクションを起こさず、後にドロシーはたぶん、司教区当局はカトリック・ワーカーの構成員たちが枢機卿側が折れるよう、徹夜で祈りを挙げる動きに出ることを望まなかったのだろうと推測し、次のように言った。「我々は大司教のいるセント・パトリック大聖堂に行き、そこを埋め尽くし、その外側で祈りと瞑想をする準備ができていた。私たちは、私たちが考えていることを話すことができ、正当な行為だと信ずることを行うという、アメリカにおいて与えられている自由の権利を使う準備ができていた。」。
彼女の自伝「長い孤独」はクエーカー教徒のフリッツ・アイヘンバーグ(Fritz Eichenberg)による挿絵付きで1952年に出版された。ニューヨークタイムズは数年後に、次のようにこの自伝をまとめている。

この自伝は、1人の少女の生い立ちについて、生まれ育ったニューヨーク北部の地、隣人、特に不幸な人との関わり、彼女が婦人参政権運動、社会主義運動、世界産業労働組合、共産主義、そして最後はカトリック教会へと飛び込み、カトリック労働者運動の共同創始者となったことを上手に思慮深く伝えている。
1955年6月15日、ドロシーはその日に予定されていた市民防衛訓練への参加拒否をする平和主義者のグループに加わった。彼らの何人かは、自分たちが起訴された法律の合憲性について異議を唱えたが、ドロシーとその他6名は自分たちが拒否運動をしたのは、社会主義的な方向性からではなく、哲学の一つからである、という立場を取った。ドロシーは、自分が行ったのは アメリカ合衆国が初めて原子爆弾を使用したことへの「公的な制裁」であると発言した。彼らは1955年9月28日に自分たちの罪を認めたが、裁判官は彼らが「私はひとりも殉教者を出していない」と言ったことについて、それを有罪とすることは拒否した。ドロシーは次の年から五年間に渡り、毎年これと同じことを行った。1958年にはシェルターに入る代わりにアメリカ原子力委員会の前でピケを張る集団に加わった。数年後にこれらの判決は保留となったが、ドロシーが30日の拘留となったものが一つある。
ドロシーは、菜食主義者として平和主義運動を行うデイビット・デリンジャーとアブラハム・ジョハネス・マスティー(Abraham Johannes Muste)の2人と一緒に、『リベレーション』(Liberation:解放)という雑誌の創刊を支援した。
1960年、ドロシーはフィデル・カストロによる「社会主義的判断の約束」（promise of social justice）を称賛し、次のように語った。「激しい反乱を起こすことは、貧困に喘いでいる者たちに対して何もしないよりもずっと良い。」。数ヵ月後、ドロシーはキューバまで旅行し、カトリック・ワーカー紙において4シリーズに渡って旅行記を載せた。その最初の記事では次のように書いている。「私は最も興味を持ったのは、人々の宗教生活、そしてそこが宗教を根絶させるような体制には決していないことだ。その一方で、この体制が人々の良い生活のために努力する方向に向いていないなら、(神の慈悲に基づくことで築くことができる）良い生活を求めるものたちは、自然と、その摂られる処置に賛成しない訳にはいかない。」。
ドロシーは 第2バチカン公会議 が、カトリック生活の基本的な信条として非暴力を支持し、戦争で核兵器を使用することと、「恐怖の均衡を確立することで、抑止力として使用される武器」、について非難することを望んだ。ドロシーはローマ教皇庁に出向き司教たちにロビー活動を行い、他の女性たちと10日間の断食を行った。
ドロシーは第2バチカン公会議が「現代世界憲章」（1965年）の「現代における教会」の中での声明で、核戦争がカトリック教会の伝統的な正戦論とは相入れないとしたことに喜びの声を寄せた。「あらゆる都市、または広大な範囲の居住地域を無差別に破壊する方向へ向かう戦争の動きはそれぞれ、神と人間に対する犯罪である。そして、これは明確に非難に値する。」。ドロシーがカトリック労働者運動を評価した書籍「パンと魚(現代的利得)」(Loaves and Fishes)が1963年に出版された。ドロシーは60年代反体制文化について、その反体制という点では共鳴していたものの、それとは微妙に異なる考え方をしていた。
アビー・ホフマンが彼女はヒッピーの原型だと彼女に言った時にはその反体制文化を面白いと思い、ドロシーが実利主義から無関心でいることへの褒め言葉だと思って受け入れた。しかしそれと同時期にドロシーは自分自身をヒッピーだと名乗る多くの人々を認めなかった。ドロシーはミネソタ州ででくわした数人について次のように描いている。「あの人たちは17歳か18歳の若さで結婚している。そして自分たち自身が再び開拓者となるために、カナダとの国境近くの森まで行き、家を建てる。」。しかしドロシーは、このヒッピーたちの中に「苦しみを知らずにいる」人々が主義を持たずに生きるという、中流富裕層が持つ我儘さを見出していた。ドロシーはベトナムからの帰還兵たちがどんなにこのヒッピーたちを殺してやりたいと思っただろう、と想像しながらも、この「フラワーピープル」が値したものは、「祈りと償い」だと考えた。ドロシーは、影響力を持った指導者として努力した。しかしそれは、カトリック・ワーカー・ハウスに対する直接的権限を持ったものではなかった。それはドロシーが定期的に訪問したティヴォリ(Tivoli)のカトリック・ワーカー農場も例外ではない。ドロシーは自分のフラストレーションを自分の日記に次のように書いている。「例えば、マリファナだとか、性的混乱、社会的罪などを止める力がない。」。
1966年のクリスマスに、ニューヨーク大司教区のスペルマン枢機卿がベトナムの合衆国軍を訪問した。伝えるところによると、その地で枢機卿は「ベトナムにおけるこの戦いは民主化のためのものである。」と言った。1967年1月の「カトリック・ワーカー」紙特集記事で、ドロシーはこのことに関する直接の批判は避けたものの、同枢機卿が訪問した戦地の一覧を作成して掲載した。「これはまさにベトナムではなく、これは南アフリカ、これはナイジェリア、コンゴー、インドネシア、ラテンアメリカ諸国全て、訪問したことは、”勇敢な行為”である。」「しかしながら、ああ神よ、これらのアメリカ人たちは全て、自分たちの国から海を隔てた世界中の地で、いったい何をしているのでしょうか。」。
1970年、アメリカがベトナム戦争に参入したそのピーク時に、ドロシーはホーチミンが「洞察力のある人、愛国者、そして、親戚と一緒に集まって、宗教的・政治的に異なる痛みよりも、むしろ可能であるならば、合意と一致の段階を見つけようと語らっている間に侵入してきた外国人に対して反抗した人」として描いた。

## 受賞歴
- マハトマ・ガンディー世界平和賞
- トーマス・マートン賞（1973年）
- ペイシャム・イン・ピース賞
- 反戦同盟平和賞（1963年）
- インディアナ州ノートルダム大学からレーテル・メダル

## 発言集
- 「お金をやたら投資しないでー貧しい人たちにするのは別だけど。そこではあなた方は、きっとその見返りを期待できるはずだから。」
- 「私を簡単に聖人などと呼んで欲しくないの。そんなに容易く人を片付けて欲しくないから。」
- 「(教会の中で)もし自分のコートを脱いで、それを貧しい人にあげる人を見たとしても、私は銀行の小切手をもっていて、盲目で弱っていて、体に障害のある人を見たことがない。」
- 「私たちはみんな久しく孤独というものを知っている。その唯一の解決が愛だということ、そしてそれが人と人とのつながりからやってくるということも学んだはずだ。」

## 関連作品
映画
- 天使の旅立ち（1996年、米国、演：モイラ・ケリー）